# Esoteric (muzička grupa)

Esoterik (engl. Esoteric) britanski je doom metal bend osnovan 1992. godine u Birmingemu.

## Biografija
Bend je osnovan 1992. Godinu dana nakon osnivanja, bend je izdao prvi demo Esoteric Emotions — The Death of Ignorance. U junu 1994. snimili su prvi studijski album Epistemological Despondency. Nakon snimanja albuma došlo je do promjene u sastavu benda. Godine 1996. bend je snimio drugi album The Pernicious Enigma, koji je kao i prvi bio dupli album. Godine 1999. bend je snimio treći studijski album Metamorphogenesis, ali se promjene u postavci benda nastavljaju. Ove izmjene članova će biti sastavna karakteristika benda tokom svih godina postojanja. Za francusku izdavačku kuću „Season of mist” bend 2002. snima četvrti album Subconscious Dissolution into the Continuum. Zvuk benda je od ranih početaka bio specifičan, pa je i u okvirima doom metal žanra često smatran atipičnim, visoko atmosferičnim i mističnim. U junu 2008. bend je objavio album The Maniacal Vale.

## Članovi benda
Sadašnja postava
- Greg Čendler — vokal, gitara (1992—)
- Gordon Biknel — gitara (1992—)
- Mark Bodosijan — bas gitara (2003—)
- Džo Flečer — bubanj (2007—)
- Džim Nolan — gitara (2009—)

## Diskografija

### Albumi
- (1994)
- (1996)
- (1999)
- (2002)
- (2002)

## Spoljašnje veze
- Zvanični veb-sajt